# 17140 Yangkevin
A 17140 Yangkevin (ideiglenes jelöléssel (17140) 1999 JU86) a Naprendszer kisbolygóövében található aszteroida. A LINEAR projekt keretében fedezték fel 1999. május 12-én.